# 田山利三郎
田山 利三郎（たやま りさぶろう、1897年1月26日 - 1952年9月24日）は、日本の地質学者。

## 略歴
宮城県柴田郡村田町生まれ。父は村田町長、宮城県会議員、城南軌道社長等を歴任した田山孫八。1916年、宮城県師範学校を卒業。1921年、東京高等師範学校を卒業。札幌中学校の教員となり、教え子に佐々保雄などがいた。その後は師範学校などでの訓導を勤めた。
1924年、東北帝国大学理学科地質学古生物学教室にすすみ、矢部長克のもとで学び、1927年、同教室を卒業した。卒業後東北大学で働き、1937年に南洋庁技師兼東北大学助教授、1944年依願免兼官、1945年東北大学講師、1949年に同大学教授となった。1947年に運輸省技官、1948年には海上保安庁水路部測量課長となった。
1952年、海上保安庁の測量船「第五海洋丸」による伊豆諸島明神礁の噴火調査中に行方不明となった（第五海洋丸の遭難）。噴火に遭遇し死亡したと見られる。
1953年（昭和28年）1月22日には、第五海洋丸の遭難で殉職した31名全員を叙勲したことを総理府賞勲部が発表しており、田山には勲四等旭日小綬章が授与されている。
妻は日下部四郎太の長女・薫。

## 業績
海洋の研究としては、矢部と共同で海図の読図による日本近海の海底地形の研究を行い、海底谷や断層などの分布を検討した。ここで、日本近海の9段の海底段丘の存在や、海底構造線とみなされる地形があることを発見した。
また、1932年からミクロネシアの珊瑚礁調査を行った。当時、ミクロネシアの島々は国際連盟の委任統治領として南洋群島と呼ばれており、南洋庁のもとで開発、学術研究が行われていた。この珊瑚礁の調査は『南洋群島の珊瑚礁』として出版され、1953年に日本地理学会賞を受けた。